# Dialetto cremonese
Il dialetto cremonese (cremunées) è un dialetto della lingua lombarda, di tipo orientale, parlato nella zona centrale della provincia di Cremona.
Viene descritto come un dialetto lombardo strettamente legato, per comuni caratteristiche, alle altre varietà orientali (come il cremasco, il bergamasco e il bresciano), ma caratterizzato da alcune influenze emiliane, trovandosi ai margini meridionali della regione linguistica lombarda, nell'area di transizione tra i due sistemi.
Esistono due varianti di dialetto cremonese: il dialetto cittadino (detto piatòn) e il dialetto del contado (detto arioso o rustico).

## Ortografia e pronuncia
Caratteristica peculiare della pronuncia del dialetto cremonese è la vastissima presenza di vocali lunghe, che conferisce alla parlata cremonese la tipica cadenza cantilenante.
Le convenzioni ortografiche qui esposte sono tratte da quelle segnalate dal Comitato promotore di studi di dialettologia, storia e folklore cremonese.

### Vocali
A differenza dell'italiano, che dispone di sette vocali, il cremonese ne presenta nove, ovvero le stesse dell'italiano con l'aggiunta di due: ö, ü. Le vocali e e o risentono della qualità vocalica (possono cioè essere, come si dice comunemente, "chiuse" o "aperte"), viene perciò indicato l'accento grafico opportuno se la vocale è tonica. Le altre vocali presentano invece, se toniche, sempre l'accento grafico grave, come in italiano. Le vocali lunghe sono sempre toniche. L'accento tonico è sempre indicato graficamente nei polisillabi (tranne che sulle lettere ö e ü). Le vocali lunghe si indicano raddoppiando la vocale e l'accento grafico è posto sulla prima di esse. 
Alcuni vocaboli del cremonese subiscono il fenomeno della sincope, cioè prevedono la caduta delle vocali non accentate (es. stemàana per "settimana", oppure létra per "lettera"); il fenomeno però è trascurabile, se paragonato ai dialetti emilani dove la sincope nelle parole è presente assai più frequentemente.
Di seguito l'elenco delle vocali:
- a come in italiano (andàa: andare)
- è e aperta (pulèer: pollaio)
- é e chiusa (fradél: fratello)
- i come in italiano (finìi: finire)
- ò o aperta (bòon: buono)
- ó o chiusa (fióol: ragazzo)
- u come in italiano (pùl: pollo)
- ö come nel francese "eu", tedesco "ö" (nisöön: nessuno)
- ü come nel francese "u", tedesco "ü" (paüüra: paura)

Nel panorama dei suoni vocalici del cremonese va osservata anche la presenza della prostesi, ovvero l'inserimento di una vocale (che non sarebbe presente nel lessema "normale") ogni qualvolta si vengano a creare cacofonie nella pronuncia, ovvero condizioni fonologicamente "scomode". In cremonese, queste situazioni sono tipicamente gli accostamenti di parole terminanti in consonante immediatamente seguite da parole che iniziano con s/z (vedi sotto) + altre consonanti, creando così, di fatto, una sequenza del tipo [consonante 1 - consonante 2 - consonante 3] a cavallo di due parole. Le vocali che si producono per risolvere la cacofonia e la difficoltà di pronuncia sono la "i" e la "e" (solitamente aperta [ɛ]; per essere distinte da quelle normali qui saranno raffigurate con una dieresi: ë, ï). Un esempio in cui interviene questo fenomeno fonologico può essere quello in cui si abbia l'articolo determinativo maschile singolare el (il) seguito, poniamo, da scartusìin (finocchio). Si avrebbe el scartusìin, con difficoltà di pronuncia della sequenza l-s-c. La prostesi si manifesta con la comparsa di una e [ɛ] all'inizio del sostantivo, generando perciò el ëscartusìin. Pur più pronunciabile, questa forma non è comunque presente nel parlato cremonese, in quanto all'aggiunta della vocale prostetica si ha contemporaneamente la caduta (aferesi) della e dell'articolo determinativo. Riassumendo il processo:
1. giustapposizione di elementi che comportano cacofonia: el + scartusìin
2. comparsa di una vocale prostetica che risolve la difficoltà di pronuncia: el ëscartusìin
3. aferesi della vocale subito precedente: 'l ëscartusìin

Lo stesso fenomeno può presentarsi più volte di seguito se si verificano di nuovo le medesime condizioni. Per esempio el + scartusìin + zbjöt (scondito) dà come forma effettivamente pronunciata 'l ëscartusìin ëzbjöt (il finocchio scondito). Invece in forme quali g'òo durmìit + stanòt (ho dormito stanotte) si interpone una ï, con l'ottenimento di g'òo durmìit ïstanòt. Va comunque segnalato che ïstanòt e ïstamatìna (stanotte e stamattina) esistono anche come forme lessicalizzate a fianco delle "forme base" senza ï.
Nota: talvolta, nel parlato, si verifica un'elisione dell'ultima vocale di una parola se questa è seguita da un gruppo consonantico che porta alle condizioni sopra descritte. Usando lo stesso esempio, si avrebbe dunque una forma finale del tipo e' scartusìin. Il fenomeno è differente dalla prostesi, ma il risultato nella pronuncia è uguale.

### Semivocali
- i, j come la i semivocalica italiana, indicata con j in posizione intervocalica (es. tàja, fója) oppure quando indica l'articolo determinativo maschile plurale seguito da parola iniziante per vocale (es. j àazen), indicata con i negli altri casi. La grafia in quest'ultimo caso non necessita di apostrofo, in quanto non vi è apocope.
- u come la u semivocalica italiana

### Consonanti
Quasi tutte le consonanti in cremonese hanno lo stesso suono che in italiano, vengono perciò qua riportate solo le differenze e le convenzioni ortografiche.
- c indica due suoni, come in italiano: le convenzioni sono le stesse. Inoltre c seguita da ö o da ü segue la convenzione seguente: cö e cü: c velare, "dura"; ciö e ciü: c palatale, "morbida". c in fine di parola è palatale, se velare è indicata con ch.
- s [s] indica il suono della s italiana sorda (sasso, suono);
- z [z] indica il suono della s italiana sonora (rosa, casa)
- non esistono in cremonese i suoni della z [ts], [dz] italiana (pizza, mezzo, zozzo)
- l'apostrofo indica:
  - aferesi, esempio: 'n da en (articolo indeterminativo maschile)
  - apocope, esempio: l' da la (clitico femminile, terza persona singolare)
- non esistono in dialetto cremonese consonanti doppie

## Esempi di cremonese
Numeri:
- Jön
- Dùu (m.)/dò (f.)
- Trìi (m.)/trè (f.)
- Quàter
- Cìinch (ch a fine parola si pronuncia [k])
- Sées/séez
- Sèt
- Vòt/òt
- Nóof
- Dées
- Jöndes/Öndes
- Dùdes
- Trèedes
- Quatòordes
- Quìindes
- Sèedes
- Dér-sèt
- Déz-d'òt
- Déz-nóof
- Vìint

Mesi dell'anno
- Genàar
- Febràar
- Màars
- Aprìil
- Mac (la c a fine parola è [ʧ])
- Giögn
- Löi
- Agùst
- Setèember
- Utùber
- Nuèember
- Dicèember

Giorni della settimana
- Lünedé/Lünesdé
- Martedé
- Merculdé/Merculedé
- Giuedé
- Venerdé
- Sàbet
- Dumènica

Colori
- Nero: néegher
- Bianco: biàanch
- Blu: blö
- Giallo: giàalt/giàald/gial
- Rosso: rùs/vermél
- Verde: véert
- Viola: viòola
- Arancione: aranciòon
- Rosa: ròoza